# Gezaagde krab
De gezaagde krab (Pirimela denticulata) is een kleine krab uit de familie Pirimelidae, die zeer zeldzaam is voor de Nederlandse kust (drie vondsten van aangespoelde exemplaren). Voor de Belgische kust werd deze soort nog niet waargenomen.

## Anatomie
De gezaagde krab heeft een carapax dat iets breder is dan lang. De maximale breedte van de carapax bedraagt 25 mm. Tussen de kortgesteelde ogen staan drie tandjes. De schaarpoten zijn vrij kort, met langs de onderrand een enkele rij setae. Die looppoten (pereopoden) zijn sterk behaard en eindigen op een smalle, lange dactylus, die niet afgeplat is zoals bij zwemkrabben.

De gezaagde krab is meestal donker (tot bijna zwart) gekleurd.

## Verspreiding en ecologie
De gezaagde krab komt voor op gemengde substraten (zand met schelpgruis), vanaf de getijdenzone tot op 200 m diepte.

Over de voedingsgewoonten van de gezaagde krab is weinig gekend. Het is een Oost-Atlantische soort die voorkomt van Noorwegen, zuidwaarts tot Senegal en Kaapverdië en ook in de Middellandse Zee.